# Leh Lub Salub Rarng
Leh Lub Salub Rarng (em tailandês:  เล่ห์ลับสลับร่าง; RTGS: Le Lap Salap Rang) é uma telenovela tailandesa exibida pela Channel 3, estrelada por Urassaya Sperbund, Nadech Kugimiya e Thanapob Leeratanakajorn.

## Enredo
Ramin (Nadech Kugimiya), um policial de alto nível de uma unidade especial, é um playboy egocêntrico que menospreza as mulheres; e Petra (Urassaya Sperbund), uma celebridade arrogante e ingrata, que menospreza os homens e seus colegas de trabalho. A pecaminosidade une esses dois, que após um incidente, trocam de corpos, assim tem de aprender sobre integridade, honestidade e respeito. Eles enfrentam perigos, dificuldades e obstáculos para melhorar gradualmente, compartilhar, cuidar e encontrar o verdadeiro amor nesta jornada, enquanto tentam retornar a seus corpos.

## Elenco

### Elenco principal
- Nadech Kugimiya como Ramin Toongpraplerng
- Urassaya Sperbund como Petra Pawadee
- Thanapob Leeratanakajorn como Arkom "Kom"

### Elenco de apoio
- Thanatchapan Booranachewaailai como Jae Aum
- Premmanat "Peck" Suwannanon como Richard Adisorn
- Preechaya "Ice" Pongthananikorn como Nok Yoong
- Daraneenuch "Top" Pohpiti como Tormanee
- Seneetunti "Maprang" Wiragarn como Ajala
- Seo Ji Yeon como Ji Eun
- Sumonthip Leungutai como Sitala
- Schiller "Krerk" Kirk como Seer
- Nithichai Yotamornsunthorn como Athit Aniruth
- Premmanat Suwannanon
- Rachanee Siralert como Lady Puangkram
- Sommart Praihirun
- Oak Keerati
- Thitinun Suwansuk
- Ruengrit Wisamol
- Dan Chupong
- San Eittisukkhanan
- Wichai Jongpasitkhun
- Bryon

## Transmissão internacional
- Nas Filipinas, a série foi exibida em 10 de outubro de 2018 sob o título Switch como parte de e em comemoração aos 15 anos triunfantes de The Heart of Asia da GMA Network. É o terceiro lakorn na televisão filipina.[2]
- Na Malásia, a série será exibida na TV3 em 2020.[3]